# Aimé Duval
P. Aimé Duval SJ (Le Val-d’Ajol, 1918. június 30. – Metz, 1984. április 30.) keresztény dalszerző, énekes, gitáros, számos vallásos témájú sanzon szerzője, jezsuita szerzetes. Aimé nem a rendi neve volt, hanem egy felvett név, ami később művésznevévé vált.

## Pályafutása
Lucien Duval néven született egy kilencgyermekes családban ötödikként. Plombièresben keresztelték meg. Az általános iskola után 1920-tól Brüsszelben tanult egy jezsuita kollégiumban. Akkoriban már tudta, hogy pap szeretne lenni. Ebben az időszakában írta meg az első sanzonját. 1936-ban kezdte noviciátusát a jezsuitáknál, teológiát hallgatott, 1949. július 24-én szentelték pappá Enghienben (Belgium). Ezt követően franciatanárként tevékenykedett Reimsben, utána viszont már kizárólag a zenével foglalkozott.
Pappá szentelése után néhány évvel kezdte sanzonjait kocsmákban és kávézókban előadni, és rövid idő után koncertfelkéréseket kapott. Egész Európát bejárta turnéival, több mint 3000 koncertet adott, 44 országban. Berlini koncertjét több mint 30 000-en hallgatták. A német kancellár Konrad Adenauer egy gitárral ajándékozta meg köszönetként azért az örömért, amit a fiataloknak adott. 1965-ben Père Duval volt az első pap, aki a vasfüggöny mögött énekelt: Varsóban adott ingyenes koncertet. Még Amerikában is fellépett.
Első lemeze 1956-ban jelent meg 1961-ben már több mint egymillió lemezt adott el. Összesen 14 hanghordozóját adták ki.
Az utazgatások, turnék és zeneszerzés okozta stressz következtében alkoholizmusba zuhant, ami gyorsan súlyossá vált. 1969 februárjában öngyilkosságot kísérelt meg, majd felépülése után Versailles-ban alkohol-elvonókúrára jelentkezett. Küzdött azért, hogy szenvedélyét betegségként ismerjék el. Még abban az évben visszaesett, és ezután rendszeresen járt az Anonim Alkoholisták gyűléseire. Hogy sorstársain segítsen, őszintén írt alkoholizmusáról. Erről szóló írása nem sokkal halála előtt jelent meg Miért oly hosszú az éj? címmel.

## Magyarul megjelent művei
- Miért oly hosszú az éj? Szabadulásom az alkoholtól; Szőke János ford. átdolg. Sinkó Ferenc; Szt. István Társulat, Bp., 1986
- A gyermek, aki a holddal játszott. Egy jezsuita pap szabadulása az alkoholtól; ford. Kiss Gabriella; Jezsuita–Harmat, Bp., 2019

## Zenéje
A sanzonjait egymaga adta elő, és gitárral kísérte, Franciaországban "Isten gitárosának" nevezték. Georges Brassens is nagyra becsülte. Pére Duval a keresztény könnyűzene egyik nagy úttörője volt.

## Magyar vonatkozások
Sillye Jenő magyar zeneszerző, egyházi könnyűzenész visszaemlékezéseiben rendszeresen említi, hogy egyszer Duval atya lemezét hallva fogalmazódott meg benne a zenészi pálya gondolata. Sillye Duval című dalával is tisztelgett emléke előtt, melyet Duval Le Seigneur reviendra című sanzonja ihletett.